# Cleopatra Eurídice de Macedonia
Eurídice (en griego Ευρυδίκη), nacida Cleopatra (en griego Κλεοπάτρα), fue una mujer noble macedonia de mediados del siglo IV a. C., sobrina de Atalo y la última de las siete esposas de Filipo II de Macedonia.

## Biografía
Cleopatra era una joven a la que desposó Filipo en el año 338 o 337 a. C. En tanto que esposa de FIlipo, Cleopatra recibió el nombre de  "Eurídice".  Aunque Filipo era polígamo, su boda con Cleopatra disgustó severamente a su esposa Olimpia, y cuestionó el papel de Alejandro Magno como sucesor. 
Según Marco Juniano Justino y Sátiro, Cleopatra Eurídice y Filipo tuvieron una hija llamada Europa. Es posible que un niño llamado Carano fuera también hijo suyo pero también es posible que lo fuera de alguna otra de las esposas de Filipo. Tras el asesinato de Filipo, Europa fue asesinada por orden de Olimpia y Carano por orden de Alejandro. Cleopatra se suicidó o quizá fue también asesinada por orden de Olimpia.